# Aírton Graciliano dos Santos
Aírton Graciliano dos Santos (født 15. maj 1974) er en tidligere brasiliansk fodboldspiller.